# Censorinus (uzurpator)
Appius Claudius Censorinus – uzurpator za czasów panowania cesarza rzymskiego Klaudiusza II Gockiego. Obwołany cesarzem przez wojsko w 269 r. Zamordowany po 8 dniach panowania z powodu surowych rządów.